# 香久山站
香久山站（日语：／ Kaguyama eki */?）是位於奈良縣橿原市出垣內町，西日本旅客鐵道（JR西日本）櫻井線（萬葉Mahoroba線）的車站。站名取自車站的原址舊香久山村，該村的名稱取自於百人一首中登場的有名山「香久山」，但是國土地理院指出該山的名稱為「天香具山」。

## 歷史

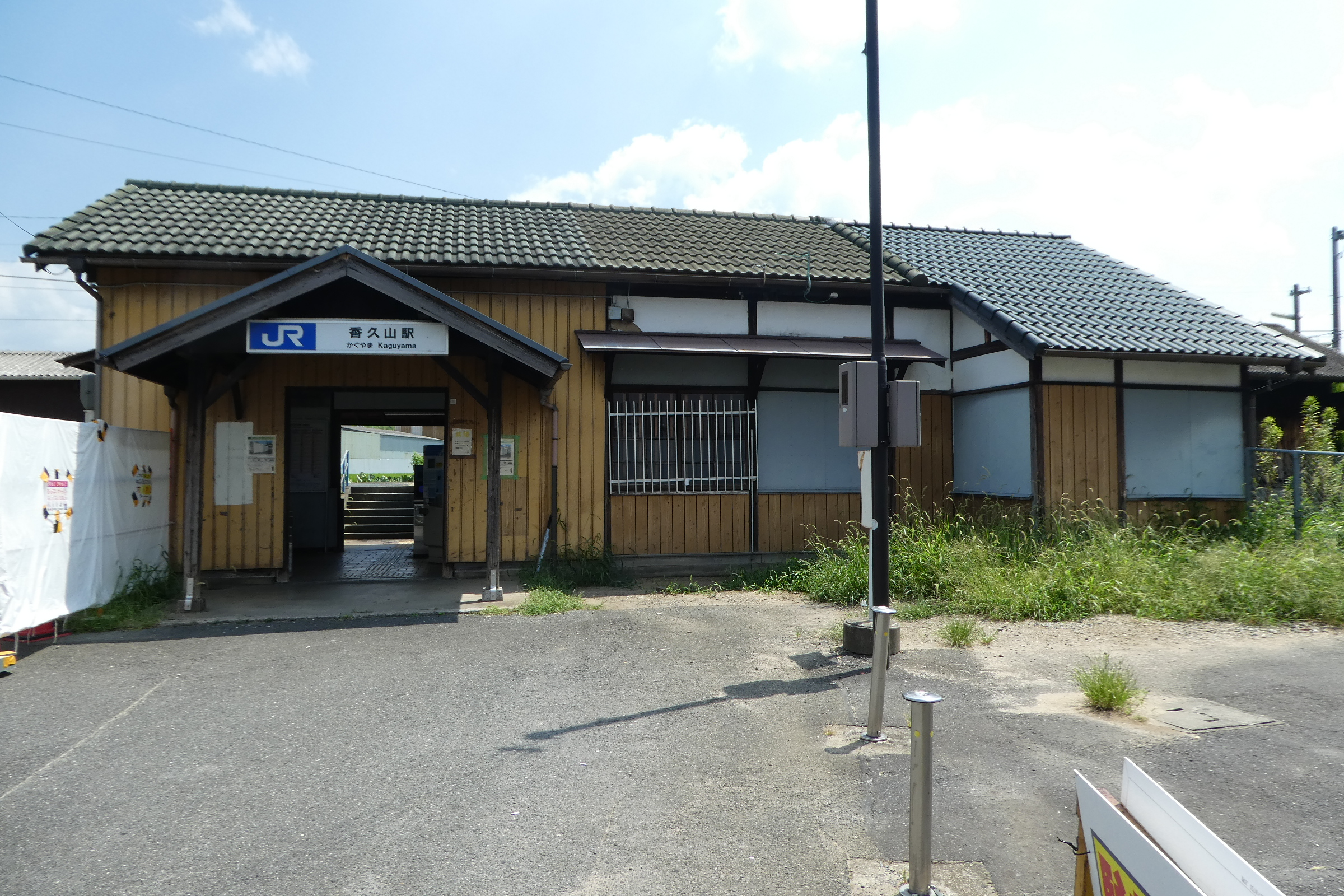
舊站房（2018年8月）

- 1913年（大正2年）4月21日 - 櫻井線櫻井站至畝傍站之間開通，此站啟用[1]。
- 1984年（昭和59年）10月20日 - 隨著櫻井線CTC化，此站成為無人車站[2]。
- 1987年（昭和62年）4月1日 - 伴隨國鐵分割民營化，車站由西日本旅客鐵道（JR西日本）營運[1]。
- 2005年（平成17年）3月1日 - 此站開始可以使用IC卡「ICOCA」。設置IC卡專用簡易閘機。
- 2010年（平成22年）3月13日 - 制定路線愛稱為「萬葉Mahoroba線」。
- 2018年（平成30年）6月1日 - 隨著車站大樓老化，開始了翻新工程[3]。
- 2019年（平成31年）3月 - 新車站大樓竣工。舊的木製車站大樓和月台上的候車室均撤走。

## 車站構造
本站是地面車站，設有1面1線的單式月台。高田方向的列車會開啟右邊車門。櫻井方向和高田方向的列車使用同一月台。此站是由王寺鐵道部管理的無人車站。在1925年（大正14年）4月建成的小型木製站房在2019年春天起被拆毀。此站可使用ICOCA（與其互相使用的IC卡）。站内設有自動售票機和ICOCA等IC卡出入閘機。隨著2018年車站進行翻新，站內廁所已經撤走。

## 使用狀況
根據「奈良縣統計年鑑」，以下為近年1日平均乘車人次列表，在櫻井線所有車站中，此站最少人使用。
| 年度   | 1日平均 乘車人次 |
| ------ | ---------------- |
| 2005年 | 191              |
| 2006年 | 186              |
| 2007年 | 164              |
| 2008年 | 156              |
| 2009年 | 174              |
| 2010年 | 165              |
| 2011年 | 170              |
| 2012年 | 167              |
| 2013年 | 171              |
| 2014年 | 179              |
| 2015年 | 181              |
| 2016年 | 176              |
| 2017年 | 176              |
| 2018年 | 166              |

## 車站周邊
站前廣場設有郵局。站前道路比較狹窄，因此較難注意有一座車站。
- 日本郵便 香久山郵局
- 天香具山（日语：天香具山）、耳成山（日语：耳成山）
- 橫大路（伊勢街道）（日语：横大路 (奈良県)）
- 大福站（近鐵大阪線）

## 相鄰車站
西日本旅客鐵道
 萬葉Mahoroba線（櫻井線）
■快速（經高田站直通大和路線）、■普通
櫻井－香久山－畝傍

## 注腳
1. 1 2 3  曾根悟（監修）. 朝日新聞出版分冊百科編集部（編集） , 编. . 週刊朝日百科. 42号 阪和線・和歌山線・桜井線・湖西線・関西空港線. 朝日新聞出版. 2010-05-16: 22–23 （日语）.
2. ↑  . 鐵道公報 (日本國有鐵道總裁室文書課). 1984-10-19: 4 （日语）.
3. ↑  . 西日本旅客鉄道.   [2018-08-06]. （原始内容存档于2018-08-06） （日语）. Archive.today的存檔，存档日期2018-08-06
4. ↑  .   [2021-10-02]. （原始内容存档于2020-03-29）. （页面存档备份，存于）

## 外部連結
- 香具山｜車站資訊：JR出門網 - 西日本旅客鐵道（日語）